# (729) Watsonia
(729) Watsonia ist ein Asteroid des Hauptgürtels, der am 9. Februar 1912 vom US-amerikanischen Astronomen Joel H. Metcalf in Winchester entdeckt wurde.
Der Asteroid wurde nach dem Astronomen James Craig Watson benannt.